# Little Evil
Little Evil is een Amerikaanse komische
horrorfilm uit 2017 die geschreven en geregisseerd werd door Eli Craig. De hoofdrollen worden vertolkt door Adam Scott, Evangeline Lilly en Owen Atlas.

## Verhaal
Gary is net getrouwd met Samantha, de vrouw van zijn dromen. Hoewel hun huwelijk uitstekend verloopt, slaagt hij er niet in om een band te scheppen met haar zesjarig zoontje Lucas. Gary vreest dat het jongetje, dat zich voortdurend angstaanjagend gedraagt, de Antichrist is. Samantha daarentegen vindt niet dat er iets mis is met haar zoontje.

## Rolverdeling
| Acteur           | Personage       |
| ---------------- | --------------- |
| Adam Scott       | Gary Bloom      |
| Evangeline Lilly | Samantha Bloom  |
| Owen Atlas       | Lucas           |
| Bridget Everett  | Al              |
| Sally Field      | Miss Shaylock   |
| Clancy Brown     | Reverend Gospel |
| Kyle Bornheimer  | Victor          |
| Chris D'Elia     | Wayne           |
| Donald Faison    | Larry           |
| Carla Gallo      | Wendy           |

## Productie
Eli Craigs scenario Little Evil werd in 2013 opgepikt door productiebedrijven Mandalay Pictures en Bluegrass Films, met de intentie om het te verfilmen in dienst van Universal Pictures. Uiteindelijk besloot de studio om Little Evil niet te verfilmen, waarna Mandalay Pictures en Bluegrass Films met het project naar Netflix verhuisden. In 2016 werd aangekondigd dat Little Evil zou verfilmd worden met Adam Scott en Evangeline Lilly als hoofdrolspelers en Eli Craig als regisseur. De opnames gingen in september 2016 van start in Cleveland (Ohio).
Op 1 september 2017 ging de horrorkomedie in première op Netflix.